# 馬利奧·加埃塔諾
馬利奧·加埃塔諾（英語：Mario Gaetano，1955年—），西卡羅來納大學音樂系教授，他教授應用敲擊樂和敲擊樂合奏。在1979年加入西卡羅來納大學教授之前，馬利奧·加埃塔諾在紐約州鮑爾斯頓斯帕和弗吉尼亞州樸次茅斯的公立學校任教。 
馬利奧·加埃塔諾擁有紐約州立大學波茨坦分校起重機音樂學院的音樂學士學位，東卡羅來納大學的音樂碩士學位。此外，馬利奧·加埃塔諾亦擁有孟菲斯大學的音樂博士學位。馬利奧·加埃塔諾的主要老師包括詹姆斯·彼得恰克，哈羅德·瓊斯和弗蘭克·謝弗。馬利奧·加埃塔諾的作曲老師包括艾略特·德爾伯格和羅伯特·沃什伯恩。

## 演奏生涯
馬利奧·加埃塔諾博士是一位非常出色的敲擊樂演奏家，曾在美國許多州以獨奏家的身份參加各種專業聚會，包括在路德維希國際研討會上的表演； 音樂教師全國協會公約； 在紐約、北卡羅來納州、肯塔基州和田納西州由敲擊樂藝術協會的“敲擊樂日”； 以及北卡羅萊納州的音樂教育者協會公約。 
1984年，馬利奧·加埃塔諾是由全國作曲家協會贊助的著名表演者比賽的決賽選手，該比賽每年在加利福尼亞州洛杉磯的荀白克學院舉行。 他曾在阿什維爾交響樂團和庫洛希音樂節樂團中擔任協奏曲獨奏家。 馬利奧·加埃塔諾目前是阿什維爾交響樂團的敲擊樂樂手，並曾擔任北卡羅萊納州交響樂團和孟菲斯交響樂團的敲擊樂樂手。
馬利奧·加埃塔諾博士在敲擊樂藝術協會，音樂教育家全國會議，美國作曲家、作家和發行商協會和大學音樂學會中擁有專業會員資格。

## 寫作生涯
馬利奧·加埃塔諾博士為各種國家和國際期刊撰寫了許多有關敲擊樂文獻和教學法的學術文章，包括NACWPI雜誌，敲擊樂演奏家、敲擊樂筆記、敲擊樂筆記(研究版)和敲擊樂新聞。馬利奧·加埃塔諾博士亦是敲擊樂藝術協會北卡羅來納州分會的前任主席，並且是敲擊樂藝術協會國際作曲比賽委員會的成員。馬利奧·加埃塔諾博士還是北卡羅萊納州音樂教育家的副編輯，並編輯敲擊樂專欄。

## 創作音樂生涯
馬利奧·加埃塔諾博士是極受推崇的作曲家和現代音樂敲擊樂編曲家。他已經發表了30餘篇已發表的作品，這些作品定期在美國和國外的大學中演出。他的小鼓演奏法書籍《完整的小鼓》，最近由梅爾灣出版社出版。馬利奧·加埃塔諾博士獲得了四個美國作曲家、作家和發行商協會的大獎。最近，馬利奧·加埃塔諾博士在朱宗慶打擊樂團成立15週年的唱片中錄製了備受讚譽的 Chick Corea's Spain

## 著名音樂作品
垃圾放克
天秤座之歌
第一首前奏曲(馬林巴琴獨奏)
三首創意曲(長笛及敲擊樂)